# Zygmunt Łęski
Zygmunt Łęski ps. „Młody” (ur. 14 lipca 1923 w Częstochowie, zm. 17 sierpnia 2004) – harcmistrz, żołnierz Armii Krajowej, wychowawca młodzieży, miłośnik polskich gór.

## Życiorys
Zygmunt Łęski pochodził z rodziny mocno zaangażowanej w harcerstwo od najmłodszych lat. We wrześniu 1939 pierwsze konspiracyjne zebranie Szarych Szeregów odbyło się w mieszkaniu Łęskich. W działalność konspiracyjną zaangażowana była cała rodzina.
Był członkiem Szarych Szeregów. Uczestniczył w akcjach „małego sabotażu”, kolportował prasę konspiracyjną. W 1944 ratując się przed aresztowaniem wyjechał z Częstochowy. Stał się żołnierzem oddziału AK dowodzonego przez Jerzego Kurpińskiego „Ponurego”, stacjonującego w lasach pod Złotym Potokiem. Uczestniczył wraz z oddziałem „Ponurego” w wyprawie na odsiecz powstaniu warszawskiemu. Jesienią 1944 ponownie w lasach złotopotockich walczył w oddziale AK pod dowództwem Stanisława Bączyńskiego „Basa”. Uczestniczył m.in. w udanym zamachu na szefa gestapo w Żarkach – Schuberta.
W styczniu 1945 oddział został rozwiązany, a Bączyński aresztowany przez NKWD. Zygmunt Łęski kontynuował działalność konspiracyjną w szeregach Konspiracyjnego Wojska Polskiego dowodzonego przez kpt. Stanisława Sojczyńskiego „Warszyca”. Dokonał m.in. symbolicznego aktu sabotażu – zniszczenia Pomnika Wdzięczności Armii Radzieckiej (czołgu) stojącego na centralnym placu miasta.
Aresztowany w 1946 przez władze komunistyczne. Po ośmiomiesięcznym śledztwie i przesłuchaniach został skazany na 15 lat więzienia (prokurator żądał kary śmierci, która została zamieniona na więzienie ze względu na jego młody wiek). Po pobycie w rawickim więzieniu, w wyniku amnestii został zwolniony w kwietniu 1951.
Po wyjściu z więzienia ukończył Liceum Pedagogiczne, a następnie studia w Wyższej Szkole Rolniczej w Poznaniu. Poświęcił się pracy w szkolnictwie oraz pracy społecznej. Pracował m.in. w Szkole Podstawowej nr 11 w Częstochowie. Był uznawany za wzorowego nauczyciela, specjalistę od wychowania „trudnej młodzieży”. W 1975 rozpoczął pracę wizytatora-metodyka w Kuratorium Oświaty i Wychowania w Częstochowie. Działał w PTTK jako przewodnik turystyczny, przodownik turystyki pieszej i górskiej. Przez wiele lat przewodniczył Komisji Młodzieżowej PTTK, Komisji Turystyki Górskiej i Turystyki Pieszej.
W 1990 w pierwszych wolnych wyborach został wybrany radnym Miasta Częstochowy, pracował w Komisji Edukacji oraz Komisji Sportu i Turystyki.
Od lat 30. XX wieku do końca swoich dni harcerz ZHP. W początkach lat 60. zorganizował wyjątkową Młodzieżową Grupę Grotołazów (MGG). Efektem prac tej grupy było odkrycie nowych jaskiń na terenie Wyżyny Krakowsko-Częstochowskiej oraz w Tatrach. Z Łęski prowadził Kronikę MGG, w której zapisywał wszystkie działania jakie podejmowała grupa. Obecnie Kronika znajduje się w Szkole Podstawowej nr 27 w Częstochowie. Tradycyjnie też od lat 60. co roku Zygmunt Łęski był organizatorem zimowych i letnich obozów wędrownych dla młodzieży, podczas których dzielił się swoją wiedzą, doświadczeniem, pokazywał miejsca pamięci narodowej i piękno Polski.
Otrzymał wiele wyróżnień i odznaczeń, m.in. Krzyż Partyzancki, Złoty Krzyż Zasługi, Medal Zwycięstwa i Wolności 1945 oraz wiele dyplomów, podziękowań i nagród za krzewienie idei patriotyzmu, troskę o wychowanie młodych pokoleń oraz propagowanie turystyki.
W 2003 otrzymał od prezydenta Miasta Częstochowy wyróżnienie „Tym co służą Miastu i Ojczyźnie”.
Zginął w wieku 81 lat w trakcie samotnej wspinaczki w okolicach Rysów – w miejscu najbliższym jego sercu – w Tatrach.
W dniu 26.05.2022r. Rada Miasta Częstochowa podjęła uchwałę nadającą imię Zygmunta Łęskiego szkole podstawowej nr 27 w Częstochowie. Uroczystość nadania imienia oraz poświęcenia sztandaru szkoły odbyła się 20 października 2022 roku.
17 sierpnia 2025 roku odbyła się w klasztorze na Wiktorówkach w Tatrzańskim Parku Narodowym uroczystość poświęcenia tablicy upamiętniającej Zygmunta Łęskiego. Tablicę można zobaczyć na murze otaczającym klasztor, wśród innych tablic upamiętniających osoby, które zginęły w Tatrach.
1. ↑  Strona Szkoły Podstawowej nr 27 w Częstochowie - DECYZJĄ RADY MIASTA ZYGMUNT ŁĘSKI ZOSTAJE NASZYM PATRONEM [online], sp27czest.szkolnastrona.pl [dostęp 2025-08-20].
2. ↑  Strona Szkoły Podstawowej nr 27 w Częstochowie - Uroczystość Nadania Szkole Imienia [online], sp27czest.szkolnastrona.pl [dostęp 2025-08-20].
3. ↑  Strona Szkoły Podstawowej nr 27 w Częstochowie - TABLICA UPAMIĘTNIAJĄCA ZYGMUNTA ŁĘSKIEGO w Tatrzańskim Parku Narodowym [online], sp27czest.szkolnastrona.pl [dostęp 2025-08-20].